# Associazione Calcio Udinese 1937-1938
Questa pagina raccoglie i dati riguardanti l'Associazione Calcio Udinese nelle competizioni ufficiali della stagione 1937-1938.

## Rosa
| N. |                   | Ruolo | Calciatore        |
| -- | ----------------- | ----- | ----------------- |
|    | Italia (bandiera) | A     | Mario Abatematteo |
|    | Italia (bandiera) | D     | Luigi Asquini     |
|    | Italia (bandiera) | C     | Antonio Bertoli   |
|    | Italia (bandiera) | P     | Amos Bighellini   |
|    | Italia (bandiera) | D     | Ermes Chiarandini |
|    | Italia (bandiera) | D     | Fulvio Ciroi      |
|    | Italia (bandiera) | C     | Bruno Codeluppi   |
|    | Italia (bandiera) | A     | Giovanni Cojaniz  |
|    | Italia (bandiera) | C     | Guerrino Cudini   |
|    | Italia (bandiera) | A     | Pietro Degano     |
|    | Italia (bandiera) | C     | Athos Dianti      |

| N. |                   | Ruolo | Calciatore        |
| -- | ----------------- | ----- | ----------------- |
|    | Italia (bandiera) | C     | Luigi Di Pasquale |
|    | Italia (bandiera) | C     | Attilio Gallo     |
|    | Italia (bandiera) | P     | Ramiro Gremese    |
|    | Italia (bandiera) | C     | Angelo Lodolo     |
|    | Italia (bandiera) | C     | Ettore Mazzotti   |
|    | Italia (bandiera) | A     | Mario Sdraulig    |
|    | Italia (bandiera) | A     | Paolo Tabanelli   |
|    | Italia (bandiera) | C     | Sisto Tavano      |
|    | Italia (bandiera) | A     | Augusto Zampa     |
|    | Italia (bandiera) | C     | Armando Zanussi   |
|    | Italia (bandiera) | D     | Luigi Zorzi       |

## Risultati

### Serie C

#### Girone A

##### Girone di andata
| Treviso 26 settembre 1937 1ª giornata | Treviso | 2 – 0 | Udinese |  |

| Udine 3 ottobre 1937 2ª giornata | Udinese | 1 – 2 | Vicenza | Stadio Moretti |

| Verona 10 ottobre 1937 3ª giornata | Audace SME | 0 – 2 | Udinese |  |

| Udine 17 ottobre 1937 4ª giornata | Udinese | 1 – 1 | Mantova | Stadio Moretti |

| Rovigo 24 ottobre 1937 5ª giornata | Rovigo | 2 – 1 | Udinese |  |

| Udine 7 novembre 1937 6ª giornata | Udinese | 1 – 0 | Caratese | Stadio Moretti |

| Udine 14 novembre 1937 7ª giornata | Udinese | 0 – 2 | SPAL | Stadio Moretti |

| Valdagno 21 novembre 1937 8ª giornata | Marzotto Valdagno | 0 – 0 | Udinese |  |

| Udine 28 novembre 1937 9ª giornata | Udinese | 1 – 0 | Forlì | Stadio Moretti |

| Trieste 12 dicembre 1937 10ª giornata | Ponziana | 3 – 1 | Udinese |  |

| Isola d'Istria 19 dicembre 1937 11ª giornata | Ampelea | 0 – 0 | Udinese |  |

| Arbitro: | Gardenghi (Brescia) |

|                   |           |                            |
| Tabanelli ?’, 75’ | Marcatori | 28’ Smolizza 32’ Mangolini |

| Gorizia 9 gennaio 1938 13ª giornata | Pro Gorizia       | 0 – 0 referto | Udinese | \| Arbitro: \| Tassini (Ravenna) \| |
| Arbitro:                            | Tassini (Ravenna) |               |         |                                     |

| Udine 16 gennaio 1938 14ª giornata | Udinese            | 4 – 2 referto | Carpi | Stadio Moretti\| Arbitro: \| Cappelli (Trieste) \| |
| Arbitro:                           | Cappelli (Trieste) |               |       |                                                    |

| Fiume 23 gennaio 1938 15ª giornata | Fiumana                | 2 – 0 referto | Udinese | \| Arbitro: \| De Benedittis (Padova) \| |
| Arbitro:                           | De Benedittis (Padova) |               |         |                                          |

##### Girone di ritorno
| Udine 30 gennaio 1938 16ª giornata | Udinese          | 2 – 0 referto | Treviso | Stadio Moretti\| Arbitro: \| Zanchi (Bergamo) \| |
| Arbitro:                           | Zanchi (Bergamo) |               |         |                                                  |

| Vicenza 6 febbraio 1938 17ª giornata | Vicenza             | 1 – 0 referto | Udinese | \| Arbitro: \| Marini (Monfalcone) \| |
| Arbitro:                             | Marini (Monfalcone) |               |         |                                       |

| Udine 13 febbraio 1938 18ª giornata | Udinese        | 1 – 1 referto | Audace SME | Stadio Moretti\| Arbitro: \| Teccig (Fiume) \| |
| Arbitro:                            | Teccig (Fiume) |               |            |                                                |

| Mantova 20 febbraio 1938 19ª giornata | Mantova         | 1 – 2 referto | Udinese | \| Arbitro: \| Poggi (Ferrara) \| |
| Arbitro:                              | Poggi (Ferrara) |               |         |                                   |

| Udine 27 febbraio 1938 20ª giornata | Udinese         | 3 – 2 referto | Rovigo | Stadio Moretti\| Arbitro: \| Ghetti (Modena) \| |
| Arbitro:                            | Ghetti (Modena) |               |        |                                                 |

| Carate Brianza 6 marzo 1938 21ª giornata | Caratese                      | 3 – 1 referto | Udinese | \| Arbitro: \| Zavattaro (Casale Monferrato) \| |
| Arbitro:                                 | Zavattaro (Casale Monferrato) |               |         |                                                 |

| Ferrara 13 marzo 1938 22ª giornata | SPAL    | 2 – 1 referto | Udinese | \| Arbitro: \| Camisca \| |
| Arbitro:                           | Camisca |               |         |                           |

| Udine 20 marzo 1938 23ª giornata | Udinese         | 3 – 2 referto | Marzotto Valdagno | Stadio Moretti\| Arbitro: \| Sinico (Verona) \| |
| Arbitro:                         | Sinico (Verona) |               |                   |                                                 |

| Forlì 27 marzo 1938 24ª giornata | Forlì   | 0 – 5 referto | Udinese | \| Arbitro: \| Vettori \| |
| Arbitro:                         | Vettori |               |         |                           |

| Udine 3 aprile 1938 25ª giornata | Udinese            | 0 – 0 referto | Ponziana | Stadio Moretti\| Arbitro: \| Martelli (Bologna) \| |
| Arbitro:                         | Martelli (Bologna) |               |          |                                                    |

| Udine 10 aprile 1938 26ª giornata | Udinese               | 1 – 0 referto | Ampelea | Stadio Moretti\| Arbitro: \| Zilli (Reggio Emilia) \| |
| Arbitro:                          | Zilli (Reggio Emilia) |               |         |                                                       |

| Pola 17 aprile 1938 27ª giornata | Grion Pola         | 2 – 4 referto | Udinese | \| Arbitro: \| Cappelli (Trieste) \| |
| Arbitro:                         | Cappelli (Trieste) |               |         |                                      |

| Udine 24 aprile 1938 28ª giornata | Udinese   | 5 – 0 referto | Pro Gorizia | Stadio Moretti\| Arbitro: \| Mantovani \| |
| Arbitro:                          | Mantovani |               |             |                                           |

| Carpi 1 maggio 1938 29ª giornata | Carpi | 1 – 2 referto | Udinese | \| Arbitro: \| Menza \| |
| Arbitro:                         | Menza |               |         |                         |

| Udine 8 maggio 1938 30ª giornata | Udinese           | 1 – 3 referto | Fiumana | Stadio Moretti\| Arbitro: \| Ferrari (Vicenza) \| |
| Arbitro:                         | Ferrari (Vicenza) |               |         |                                                   |

### Coppa Italia
| Valdagno 19 settembre 1937 Primo turno | Marzotto Valdagno | 3 – 0 | Udinese |  |